# Droge tijd

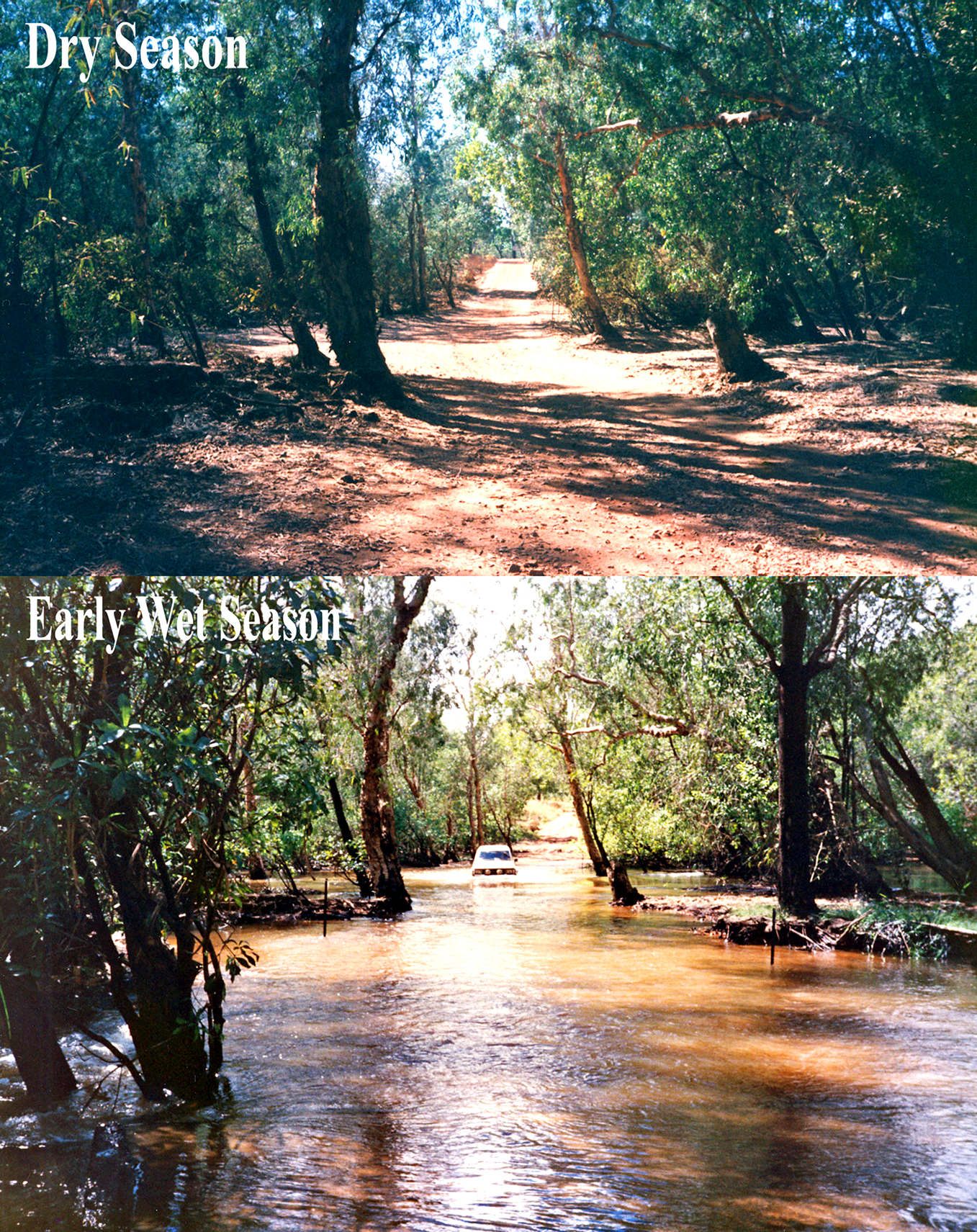
Een rivier in tropisch Noord-Australië tijdens de droge tijd (boven) en regentijd (onder)

De droge tijd is de jaarlijkse periode met weinig tot geen neerslag in de tropen. 

## Oorzaak
Het weer in de tropen wordt gedomineerd door de tropische regenzone, die in een jaar heen en weer beweegt van de noordelijk gelegen tot de zuidelijk gelegen tropen. De tropische regenzone ligt van oktober tot maart op het zuidelijk halfrond en de noordelijk gelegen tropen maken dan een droge tijd door, waarin neerslag zeldzaam is en de dagen meestal warm en zonnig zijn. Van april tot september ligt de regenzone op het noordelijk halfrond en maken de zuidelijk gelegen tropen een droge tijd door. 
De regenzone reikt naar het noorden tot de Kreeftskeerkring en naar het zuiden tot aan de Steenbokskeerkring. Tussen deze breedtegraden is er een regentijd en een droge tijd per jaar. Op de evenaar zijn er twee regentijden en twee droge tijden per jaar omdat de regenzone twee keer per jaar passeert, de ene keer bewegend naar het noorden en de andere keer bewegend naar het zuiden. 
De lokale geografie kan een behoorlijke invloed uitoefenen op deze klimaatpatronen.

## Effecten
- Uitdroging van meren en rivieren.
- Toename van het risico op (bos)branden doordat de begroeiing uitdroogt.
- Migratie van dieren om de droge tijd te kunnen overleven. Zo trekken in Afrika enorme aantallen grote grazers over honderden kilometers om voldoende water en voedsel te kunnen vinden in de droge tijd.
- Voor safarivakanties is de droge tijd vaak het beste omdat de dieren tussen de kale struiken het best zichtbaar zijn en ze naar de drinkplaatsen trekken.